# ダグ・ハウレット
ダグ・ハウレット（Douglas Charles Howlett, 1978年9月21日 - ）は、ニュージーランド出身の元ラグビー選手。ポジションはウィング(WTB)。

## 来歴
オークランド生まれ。オークランド・グラマー・スクール卒業。ラグビーの他、100メートル競走、100メートルハードルでも優秀な成績を残し、1998年にはニュージーランド陸上20歳以下種目で100メートル10秒68を記録。18歳の時にNPCオークランドに選出され、2007年まで同州代表選手。1999年から2007年までスーパー14ブルースに所属した。 
2000年から2007年までラグビーニュージーランド代表（オールブラックス）に選出され62キャップ、49トライ、245得点。
2007年10月9日、滞在先のロンドンのホテルで自動車を2台破損させた容疑で逮捕される。釈放後、破損行為について公式に謝罪をした。
2008年シーズンからアイルランドのケルティックリーグ（現在のマグナスリーグ）マンスターに移籍。同年のハイネケンカップ優勝。
2013年に現役を引退した。